# Кабинет Холандије
Кабинет Холандије (хол. Nederlands kabinet) подразумијева све министре и државне секретаре на челу са министром-предсједником Холандије.

## Састав
Кабинет у свом саставу има све министре и државне секретаре односно највише функционере извршне власти на челу са министром-предсједником („премијером”), а који су политички одговорни холандском парламенту (хол. Staten-Generaal). Кабинет на тај начин представља јединство владе. Устав Холандије не садржи одредбе о кабинету (хол. kabinet) већ спомиње само Савјет министара (хол. Ministerraad) односно владу (хол. regering). У холандској монархији се под владом подразумијева извршна власт, а врше је краљ и министри.
Кабинет постоји на основу дугогодишњих уставних обичаја. Устав Холандије је предвидио да у влади постоје државни секретари (хол. staatssecretarissen), али они нису одређени као чланови Савјета министара Холандије. Због тога је с временом настао кабинет који је шири по саставу од Савјета министара, а који обухвата све највише извршне функционере за разлику од Савјета министара који се ограничава само на министре.
Формирање кабинета започиње након завршетка парламентарних избора. Устав Холандије не садржи одредбе о поступку конституисања извршне власти (владе) већ само нормира да краљ поставља и разрјешава министра-предсједника, министре и државне секретаре. Стога је формирање кабинета заправо политички процес чија правила успостављају саме политичке странке које треба да чине парламентарну већину. Процес започиње од предсједника Доњег дома односно Другог дома (хол. Tweede Kamer).

## Државни секретари
Државне секретаре поставља и разрјешава краљ указом. Министри могу овластити државне секретаре да врше министарска овлашћења, као и одредити обим таквих овлашћења. Државни секретари повремено премапотписују законе и краљеве акте умјесто надређених министара.
Неки од државних секретара имају право да се у иностранству представљају у својству министара. У самој Холандији они су и даље само државни секретари без чланства у Савјету министара. Када су позвани да учествују у раду Савјета министара немају право гласа.